# Der Fluch (film 1925)
Der Fluch è un film muto del 1925 prodotto e diretto da Robert Land. Fu una delle primissime sceneggiature firmate per lo schermo da Walter Reisch.

## Produzione
Il film fu prodotto da Robert Land con la sua Land-Film di Vienna e venne girato negli Atelier Sievering di Vienna.

## Distribuzione
Con il titolo originale Der Fluch, il film uscì sul mercato austriaco il 28 febbraio 1925. Ebbe una distribuzione internazionale: in Portogallo, ribattezzato O Segredo Debaixo do Gelo, venne proiettato il 20 maggio 1926; in Polonia, il titolo fu tradotto in Ucieczka mentre, internazionalmente, gli venne dato il nome The Curse.